# Emoticono

Emoticono de sonrisa

Un emoticono, emotícono o emoticón (del acrónimo inglés emoticon) es una secuencia de caracteres ASCII que, en un principio, representaba una cara humana y expresaba una emoción. Posteriormente, fueron creándose otros emoticonos con significados muy diversos. Los emoticonos que expresan alegría u otras emociones positivas se clasifican normalmente como smileys (de smile, «sonrisa» en inglés). En el sistema operativo Windows se pueden obtener smileys pulsando la tecla Alt + 1: ☺ (sonriente blanco) y Alt + 2: ☻ (sonriente negro). Los emoticonos se emplean frecuentemente en mensajes de correo electrónico, en foros, SMS y en los chats mediante servicios de mensajería instantánea, también en redes.
Emoticono es un neologismo que proviene de emoción e icono. El plural es emoticonos. En algunos países y comunidades de Internet se denominan emoticones (latinización de la palabra en inglés emoticon), emoticón, iconos gestuales o caretas.

## Historia

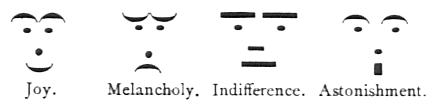
Emoticonos publicados en 1881 por la revista estadounidense Puck.

En abril de 1857, el National Telegraphic Review and Operators Guide documentó el uso del número 73 en Código morse para expresar «amor y besos» (luego reducido al mensaje más formal «los mejores deseos»). Dodge's Manual en 1908 documentó la reintroducción de «amor y besos» como el número 88. Gajadhar y Green comentaron que ambas abreviaciones del código Morse son más sucintas que las modernas abreviaciones tales como LOL. El 30 de marzo de 1881 la revista satírica estadounidense Puck publicó cuatro emoticonos tipográficos. En 1912 Ambrose Bierce propuso «una mejoría en la puntuación; el punto de risa: se escribe así \___/! y presenta una boca sonriendo. Es adjuntado, con la vista completa, (o el signo de exclamación que luego utilizaría Bierce) para cada frase jocosa o irónica». El 19 de septiembre de 1982, el científico del cómputo estadounidense Scott Fahlman propuso el uso de la secuencia de caracteres :-) en el asunto de un mensaje para indicar que el comentario contenía una broma, en respuesta a la sugerencia de Neil Swartz de usar (*) con el mismo fin.
Los emoticonos han entrado ya en el fandom de la ciencia ficción en los años 40, aunque allí puedan parecer tener un lapso en la continuidad cultural entre las comunidades.

## Uso
Los emoticonos se han ido desarrollando a lo largo de los años, principalmente, para imitar las expresiones faciales y las emociones, para vencer las limitaciones de tener que comunicarse solo en forma de texto y porque sirven como abreviaturas. Se han escrito libros sobre este tema, con listas interminables de emoticonos.
En los foros de Internet, los emoticonos se suelen reemplazar automáticamente por las imágenes correspondientes. En algunos editores de texto (como por ejemplo Microsoft Word), la opción de «corrección automática» reconoce emoticonos básicos como :) y :(, cambiándolos por el pictograma correspondiente.
Los teléfonos inteligentes suelen soportar diferentes tipos de emoticonos en los mensajes SMS gracias al formato «Unicode».

## Estilo occidental

Si se gira a la derecha el emoticono :-) se obtiene una cara.

Para reconocer los emoticonos más fácilmente, tumbe la cabeza hacia la izquierda o hacia la derecha, dependiendo de si la parte superior del emoticono está a la izquierda o a la derecha (aunque normalmente está a la izquierda, en la escritura occidental).

### Variantes
Hay posibilidades ilimitadas, dada la habilidad de las personas de crear e interpretar dibujos como caras. 
Los emoticonos suelen estar girados a la izquierda. En algunas ocasiones se los gira a la derecha para crear emoticonos «zurdos», por ejemplo (: . Estos emoticonos zurdos crean confusión, dado que algunos internautas habituales tienden a omitir el «:» que representa los ojos [dejando ( en lugar de :)], así que lo que uno escribió como una sonrisa podría interpretarse como una cara triste. En general, los que se comunican mucho mediante emoticonos piensan subconscientemente «Paréntesis de cierre = alegría, paréntesis de apertura = tristeza».
Más como un chiste que por otra cosa —pero también como una afirmación política—, los «frownies» y el símbolo :-( fueron inscritos por la empresa Despair bajo el Serial de Marcas Registradas de Estados Unidos 75502288 y Número de Registro 2347676.
En la primera mitad de la década de 2010, aparecieron, gracias al auge de la mensajería instantánea por telefonía móvil, sector en el que España se encontraba muy avanzado, los denominados «emotivídeos», «video emoticonos» o «emoticlips» (este último término se utilizó para mencionar una pequeña serie de vídeos emotivos promocionados por la cadena de televisión MTV en Estados Unidos). Consisten en pequeñas piezas audiovisuales que se envían por teléfono móvil en chats o conversaciones de mensajería para expresar el estado de ánimo de cada uno. Con los actuales códecs de compresión de vídeo, como el H.264, estos emotivídeos se hacen muy manejables, ocupan muy poco espacio y no tardan en cargar.

#### XD
XD expresa «risa a carcajadas». Al girarlo 90° a la derecha se asemeja a la representación de una cara con la boca muy abierta y los ojos apretados fuertemente como síntoma de una fuerte carcajada. Actualmente, este emoticono es escrito de diversas maneras, siendo estas «XD», «xD», «Xd», «xd» y «xq». El emoticono, usado como una palabra, constituye un error y no está admitido en la Real Academia Española. Su primera aparición fue en 1952 como símbolo de la armada Postera, dado a múltiples usos, el símbolo y/o emóticono, fue dado a conocer en muchos países de Hispanoamérica.
También se le puede confundir con otras palabras con significado diferente como el formato de memoria XD.
Irónicamente, mucha gente suele confundir a este símbolo con «por Dios». La ironía proviene de que en muchas ocasiones queda bien, por lo que se produce duda. Sin embargo, se puede interpretar así teniendo en cuenta el lenguaje de abreviaturas que se usa tanto en internet (x = por ; D = Dios).
Ejemplo: «No sabes nada, a ver si  aprendes algo XD».
En otro aspecto, gran cantidad de internautas escriben «xd» intercalado en cada frase, o simplemente para finalizar oraciones reemplazando un punto seguido. Su uso termina siendo una complementación, en el mayor de los casos, utilizándose casi por costumbre, usualmente para expresar cierta incomodidad, sarcasmo, disolución, esfuerzo o disconformidad frente a una situación.
- «¿Vendrás a verme a mi casa? xd».
- «No puedo, no me dejaron xd».
- «Ah, pues no vamos xd».
- «Te has caído al charco xd».

Luego también están las formas más exageradas de risa, donde se le añaden más letras D al emoticono. Quedando: XDDD por ejemplo, o ya si la risa se exagera mucho: XDDDDD y no sería algo mal visto.

## Estilo de Asia Oriental

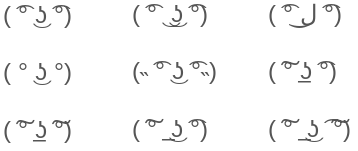
Íconos estilo Asia

En Asia Oriental tuvieron su origen los llamados «emoticonos japoneses» conocidos también como kaomoji o kaoani, que se diferencian de los occidentales, principalmente, en que se pueden comprender sin tener que girar la cabeza. Suelen ser más sencillos que los occidentales, ya que, en general, solo se representan los ojos y la boca, como por ejemplo: '-' , donde los apóstrofos representan los ojos y la barra horizontal la boca. Otras variantes son: 'o', '~', , '_'-, º-º, .o. y .u.

## Emoticonos gráficos

Un smiley, derivado del emoticono :)

En 1997, el CEO de la empresa Smiley Nicolas Loufrani se dio cuenta de que cada vez se utilizaban más los emoticonos ascii en la tecnología móvil y comenzó a experimentar con caras Smiley animadas, para que cada uno de los emoticonos ascii previamente existentes, que se componían únicamente de signos de puntuación, tuviera su correspondiente ícono colorido y así mejorarlos para un uso más interactivo en el mundo digital. A partir de entonces, Loufrani comenzó a compilar un diccionario de emoticonos en línea compuesto de varias categorías: clásicos, expresiones de humor, banderas, ocasiones especiales, diversión, deportes, meteorología, animales, alimentos, países, profesiones, planetas, signos del zodiaco y bebés. Estos diseños se registraron por primera vez en 1997 en la Oficina de Derechos de Autor de Estados Unidos y más adelante, en 1998, se publicarían como archivos .gif en Internet, convirtiéndose así en los primeros emoticonos gráficos usados en tecnología.
En el año 2000, se publicó en Internet el Directorio de Emoticonos creado por Loufrani para que los usuarios pudieran descargarlos a través de smileydictionary.com, página que compilaba más de 1000 emoticonos gráficos Smiley y sus versiones ascii. Más adelante, en 2002, este mismo directorio fue publicado en un libro de Marabout titulado «DicoSmileys».
En 2001, la empresa Smiley comenzó a conceder licencias sobre los derechos de los emoticonos gráficos de Loufrani a varias empresas de telecomunicaciones, incluidas Nokia, Motorola, Samsung, SFR (Vodaphone) y Sky Telemedia, para que los usuarios pudieran descargarlos en sus teléfonos móviles.

## Intento de ampliar este sistema de signos
A principios del siglo XXI surge el Argot Internet, un intento de ampliar este sistema de signos. Se diferencia de los emoticonos en que no es ideográfico, sino que está formado por abreviaturas, incluidas algunas que ya existían antes de la aparición de Internet, como por ejemplo +/- (más o menos), otras, en cambio, surgieron en Internet, como LOL (laugh out loud, muerto de risa). Su uso es cada vez más frecuente en los chats porque a muchos internautas les parecen prácticas. Otro ámbito que presenta los mismos signos es el servicio de mensajes cortos, utilizado para comunicarse mediante teléfonos móviles.